# واللیلا
والْلیلا (به فنلاندی: Vallila) یک منطقهٔ مسکونی در فنلاند است که در ناحیه اصلی مرکزی هلسینکی واقع شده‌است. واللیلا ۱٫۳۰ کیلومتر مربع مساحت و ۱۰٬۴۶۲ نفر جمعیت دارد.